# Rucan
Le Rucan est une rivière du Sud-Ouest de la France, dans le département de la Haute-Garonne, en région Occitanie (ancienne région Midi-Pyrénées). C'est un sous-affluent de la Garonne par l'Arbas et le Salat.

## Géographie
De 12,1 km de longueur, le Rucan prend sa source dans les Pyrénées en Haute-Garonne sur la commune d'Aspet au col de Louzet sous le nom de ruisseau de Rucaud puis prend le nom de ruisseau le Mirepech et se jette dans l'Arbas sur la commune de Castelbiague.

### Communes traversées
Dans le seul département de la Haute-Garonne, le Rucan traverse les quatre communes de Aspet, Estadens, Montastruc-de-Salies, Castelbiague.

### Bassin versant
Le Rucan traverse une seule zone hydrographique « L'Arbas (Bouchot) du confluent du Rucan (inclus) au confluent du Salat » O055 de 129 km2 de superficie.

## Affluents
Le Rucan a trois petits affluents répertoriés.

### Rang de Strahler
Donc son rang de Strahler est de deux.